# Rå (rigg)

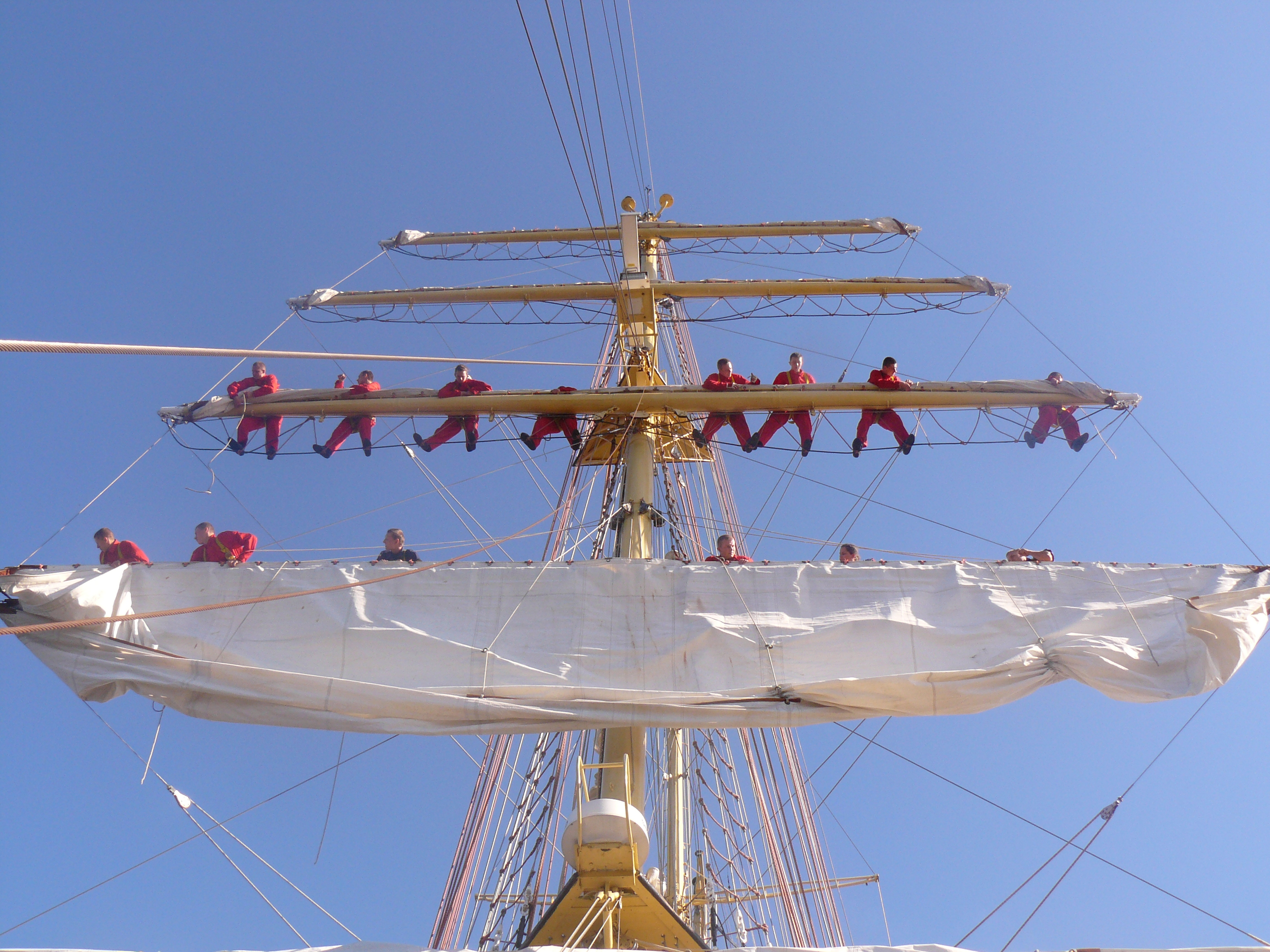
Rår på ett segelfartyg.

En rå är en stång, ett rundhult, på förkant av en mast. Den är vanligen inrättad för att bära upp och hålla ut ett segel, råsegel, vars överkant är fäst till rån. Även de smärre bommarna litsade till överkanten av vissa flygande segel (t.ex. toppsegel, ledsegel) kallas rår. Änden på en rå benämns nock eller rånock.
Rårna hålls i allmänhet mer eller mindre horisontellt, medan snett vid masten hängande rundhult i allmänhet kallas sprin (jfr sprisegel, loggertsegel). 
Latinsegel är ett triangulärt segel som är fäst och sträckt vid ett långt spri.